# قارچ‌های لبه‌دار
لکانورومیستس (نام علمی: Lecanoromycetes) نام یک رده از زیربخش قارچ‌های فنجانی است.